# Novaranea
Novaranea is een geslacht van spinnen uit de  familie van de wielwebspinnen (Araneidae).

## Soorten
- Novaranea courti Framenau, 2011
- Novaranea queribunda Keyserling, 1887